# Фоса
 Тази статия е за вивероподобния бозайник от Мадагаскар.  За селото в Южната Италия вижте Фоса (Италия).  
Фосата (Cryptoprocta ferox), известна още като мадагаскарска дългоопашата вивера, е вивероподобен хищен бозайник със средни размери от семейство Мадагаскарски мангустоподобни (Eupleridae), ендемичен за остров Мадагаскар.

## Обща характеристика
Фосата е най-едрият хищен бозайник на Мадагаскар и заема върха на хранителната верига на острова (след Нилския крокодил разбира се). Възрастните мъжки достигат на дължина 75 – 80 см, с още 70 – 90 см дълга опашка и тегло 6 – 10 кг. Женските са малко по-дребни.
Въпреки че е в близко родство с мангустите, фосата има вида и поведението на котка. Тялото ѝ е издължено, гъвкаво и демонстрира изключителна пъргавина по дърветата.
Фосата води потаен начин на живот и е изключително рядка, за поведението и разпространението ѝ се знае твърде малко. По-рано се смяташе за нощен ловец, но се установи, че ловува както през нощта, така и през деня, в зависимост от сезона и изобилието на плячка (главно лемури). Обитава предимно мадагаскарските сухи листопадни гори, като главното място където може да се види е гората Киринди, на около 70 км северно от град Морондава.
Фосата е универсален ловец – храни се с всичко което успее да улови, от риба до различни птици, но преследва главно лемурите. Прословутата свирепост на фосата в малгашкия фолклор обаче е леко преувеличена. Все пак, сравнително неотдавна изчезва и вид гигантска фоса (Cryptoprocta spelea) с дължина на тялото около 2 метра и тегло около 17 кг, за която се смята, че е преследвала гигантските лемури (Megaladapis) от времето на гигантските безкрили птици епиорнис, изчезнали след нашествието на човека на остров Мадагаскар.
Малките на фосата се раждат слепи и беззъби. Майката се грижи за тях около година, като до четвъртия месец те дори не напускат леговището. Размножават се след 4-годишна възраст. В плен живеят до 20 години.

## Природозащитен статус
Фосата е вписана в Червения списък на световнозастрашените видове на IUCN като уязвим вид . През 2000 г. дивата ѝ популация се изчислява на около 2500 животни пръснати из острова и броят им намалява (Luke Dollar, Mustelid, Viverrid & Procyonid Specialist Group).